# Seznam dílů seriálu Svatyně
Toto je seznam dílů seriálu Svatyně. Kanadský sci-fi/fantasy televizní seriál Svatyně vysílala stanice Syfy v letech 2008–2011. První série měla premiéru 3. října 2008 na stanici Syfy (tehdy SciFi Channel) a dějově předcházející webizody byly publikovány od 14. května 2007. Poslední epizoda byla odvysílána 30. prosince 2011. Celkem byly natočeny 4 televizní série, s výjimkou 20dílné třetí řady měly všechny po 13 epizodách. Jedna internetová série čítala 8 webizod.
Česky dabovanou verzi seriálu začala vysílat televizní společnost AXN.

## Přehled řad
| Řada | Díly | Premiéra v USA  | Premiéra v USA    | Premiéra v ČR   | Premiéra v ČR    |
| Řada | Díly | První díl       | Poslední díl      | První díl       | Poslední díl     |
| ---- | ---- | --------------- | ----------------- | --------------- | ---------------- |
| 0    | 8    | 14. května 2007 | 30. srpna 2007    | nebylo vysíláno | nebylo vysíláno  |
| 1    | 13   | 3. října 2008   | 5. ledna 2009     | 4. ledna 2009   | 22. března 2009  |
| 2    | 13   | 9. října 2009   | 15. ledna 2010    | 20. ledna 2010  | 14. dubna 2010   |
| 3    | 20   | 15. října 2010  | 20. června 2011   | 22. března 2011 | 1. července 2011 |
| 4    | 13   | 7. října 2011   | 30. prosince 2011 | 10. dubna 2012  | 22. května 2012  |

## Seznam dílů

### Webizody (2007)
| Pořadí | Název         | Režie       | Scénář         | Uveřejněno        |
| ------ | ------------- | ----------- | -------------- | ----------------- |
| 1      | Webisode I    | Martin Wood | Damian Kindler | 14. května 2007   |
| 2      | Webisode II   | Martin Wood | Damian Kindler | 28. května 2007   |
| 3      | Webisode III  | Martin Wood | Damian Kindler | 11. června 2007   |
| 4      | Webisode IV   | Martin Wood | Damian Kindler | 25. června 2007   |
| 5      | Webisode V    | Martin Wood | Damian Kindler | 16. července 2007 |
| 6      | Webisode VI   | Martin Wood | Damian Kindler | 30. července 2007 |
| 7      | Webisode VII  | Martin Wood | Damian Kindler | 16. srpna 2007    |
| 8      | Webisode VIII | Martin Wood | Damian Kindler | 30. srpna 2007    |

### První řada (2008–2009)
| Č. v seriálu | Č. v řadě | Původní název              | Český název                   | Režie             | Scénář                     | Premiéra v USA (Syfy) | Premiéra v ČR   |
| ------------ | --------- | -------------------------- | ----------------------------- | ----------------- | -------------------------- | --------------------- | --------------- |
| 1            | 1         | Sanctuary for All (Part 1) | Svatyně pro všechny (1. část) | Martin Wood       | Damian Kindler Sam Egan    | 3. října 2008         | 4. ledna 2009   |
| 2            | 2         | Sanctuary for All (Part 2) | Svatyně pro všechny (2. část) | Martin Wood       | Damian Kindler Sam Egan    | 3. října 2008         | 11. ledna 2009  |
| 3            | 3         | Fata Morgana               | Fata Morgana                  | Martin Wood       | Damian Kindler Martin Wood | 10. října 2008        | 29. března 2009 |
| 4            | 4         | Folding Man                | Gumoví lidé                   | James Head        | Sam Egan                   | 17. října 2008        | 18. ledna 2009  |
| 5            | 5         | Kush                       | Zabiják                       | Martin Wood       | Damian Kindler             | 24. října 2008        | 25. ledna 2009  |
| 6            | 6         | Nubbins                    | Nubíni                        | Peter DeLuise     | Sam Egan                   | 7. listopadu 2008     | 1. února 2009   |
| 7            | 7         | The Five                   | Pětice                        | Martin Wood       | Damian Kindler             | 14. listopadu 2008    | 8. února 2009   |
| 8            | 8         | Edward                     | Edward                        | Brenton Spencer   | Sam Egan                   | 21. listopadu 2008    | 15. února 2009  |
| 9            | 9         | Requiem                    | Rekviem                       | Martin Wood       | Damian Kindler             | 5. prosince 2008      | 22. února 2009  |
| 10           | 10        | Warriors                   | Válečníci                     | Brenton Spencer   | Sam Egan Peter Mohan       | 12. prosince 2008     | 1. března 2009  |
| 11           | 11        | Instinct                   | Instinkt                      | Steven A. Adelson | Damian Kindler             | 19. prosince 2008     | 8. března 2009  |
| 12           | 12        | Revelations (Part 1)       | Odhalení (1. část)            | Martin Wood       | Sam Egan Damian Kindler    | 29. prosince 2008     | 15. března 2009 |
| 13           | 13        | Revelations (Part 2)       | Odhalení (2. část)            | Martin Wood       | Sam Egan Damian Kindler    | 5. ledna 2009         | 22. března 2009 |

### Druhá řada (2009–2010)
| Č. v seriálu | Č. v řadě | Původní název          | Český název             | Režie             | Scénář                      | Premiéra v USA (Syfy) | Premiéra v ČR   |
| ------------ | --------- | ---------------------- | ----------------------- | ----------------- | --------------------------- | --------------------- | --------------- |
| 14           | 1         | End of Nights (Part 1) | Konec temnoty (1. část) | Martin Wood       | Damian Kindler              | 9. října 2009         | 20. ledna 2010  |
| 15           | 2         | End of Nights (Part 2) | Konec temnoty (2. část) | Martin Wood       | Damian Kindler              | 16. října 2009        | 27. ledna 2010  |
| 16           | 3         | Eulogy                 | Rozloučení              | Brenton Spencer   | Sara B. Cooper              | 23. října 2009        | 3. února 2010   |
| 17           | 4         | Hero                   | Hrdina                  | Martin Wood       | Alan McCullough             | 30. října 2009        | 10. února 2010  |
| 18           | 5         | Pavor Nocturnus        | Pavor Nocturnus         | Martin Spencer    | Damian Kindler James Thorpe | 6. listopadu 2009     | 17. února 2010  |
| 19           | 6         | Fragments              | Úlomky                  | Steven A. Adelson | Sara B. Cooper              | 13. listopadu 2009    | 24. února 2010  |
| 20           | 7         | Veritas                | Pravda                  | Amanda Tapping    | Alan McCullough             | 20. listopadu 2009    | 3. března 2010  |
| 21           | 8         | Next Tuesday           | Příští úterý            | Martin Wood       | Damian Kindler              | 4. prosince 2009      | 10. března 2010 |
| 22           | 9         | Penance                | Pokání                  | Brenton Spencer   | Alan McCullough             | 11. prosince 2009     | 17. března 2010 |
| 23           | 10        | Sleepers               | Spáči                   | Steven A. Adelson | James Thorpe                | 18. prosince 2009     | 24. března 2010 |
| 24           | 11        | Haunted                | Posedlý                 | Peter DeLuise     | Damian Kindler James Thorpe | 8. ledna 2010         | 31. března 2010 |
| 25           | 12        | Kali (Part 1)          | Kálí (1. část)          | Martin Wood       | Alan McCullough             | 15. ledna 2010        | 7. dubna 2010   |
| 26           | 13        | Kali (Part 2)          | Kálí (2. část)          | Martin Wood       | Damian Kindler              | 15. ledna 2010        | 14. dubna 2010  |

### Třetí řada (2010–2011)
| Č. v seriálu | Č. v řadě | Původní název         | Český název               | Režie             | Scénář           | Premiéra v USA (Syfy) | Premiéra v ČR (AXN Sci-Fi) |
| ------------ | --------- | --------------------- | ------------------------- | ----------------- | ---------------- | --------------------- | -------------------------- |
| 27           | 1         | Kali (Part 3)         | Kálí (3. část)            | Martin Wood       | Allan McCullough | 15. října 2010        | 22. března 2011            |
| 28           | 2         | Firewall              | Ochrana                   | Martin Wood       | Damian Kindler   | 22. října 2010        | 24. března 2011            |
| 29           | 3         | Bank Job              | Jak nevyloupit banku      | Peter DeLuise     | James Thorpe     | 29. října 2010        | 29. března 2011            |
| 30           | 4         | Trial of Blood        | Stopa krve                | Steven A. Adelson | Gillian Hovath   | 5. listopadu 2010     | 31. března 2011            |
| 31           | 5         | Hero II: Broken Arrow | Zlomený šíp               | Mairzee Almas     | Alan McCullough  | 12. listopadu 2010    | 5. dubna 2011              |
| 32           | 6         | Animus                | Animus                    | Martin Wood       | Miranda Kwok     | 19. listopadu 2010    | 7. dubna 2011              |
| 33           | 7         | Breach                | Trhlina                   | Martin Wood       | Damian Kindler   | 26. listopadu 2010    | 12. dubna 2011             |
| 34           | 8         | For King and Country  | Za krále a za vlast       | Lee Wilson        | James Thorpe     | 3. prosince 2010      | 14. dubna 2011             |
| 35           | 9         | Vigilante             | Strážce                   | Steven A. Adelson | Alan McCullough  | 10. prosince 2010     | 19. dubna 2011             |
| 36           | 10        | Hollow Men            | Dutí lidé                 | Martin Wood       | James Thorpe     | 17. prosince 2010     | 21. dubna 2011             |
| 37           | 11        | Pax Romana            | Pax Romana - Vynucený mír | Martin Wood       | Damian Kindler   | 15. dubna 2011        | 10. června 2011            |
| 38           | 12        | Hangover              | Kocovina                  | Andy Mikita       | James Thorpe     | 22. dubna 2011        | 13. června 2011            |
| 39           | 13        | One Night             | Jedné noci                | Amanda Tapping    | Damian Kindler   | 25. dubna 2011        | 14. června 2011            |
| 40           | 14        | Metamorphosis         | Přeměna                   | Andy Mikita       | Alan McCullough  | 2. května 2011        | 16. června 2011            |
| 41           | 15        | Wingman               | Parťák                    | Peter DeLuise     | Miranda Kwok     | 9. května 2011        | 19. června 2011            |
| 42           | 16        | Awakening             | Probuzeni                 | Lee Wilson        | Gillian Horvath  | 17. května 2011       | 21. června 2011            |
| 43           | 17        | Normandy              | Normandie                 | Martin Wood       | Damian Kindler   | 23. května 2011       | 23. června 2011            |
| 44           | 18        | Carentan              | Carentan                  | Steven A. Adelson | James Thorpe     | 6. června 2011        | 26. června 2011            |
| 45           | 19        | Out of The Blue       | Blesk z modrého nebe      | Martin Wood       | Damian Kindler   | 13. června 2011       | 29. června 2011            |
| 46           | 20        | Into the Black        | Temná budoucnost          | Damian Kindler    | Alan McCullough  | 20. června 2011       | 1. července 2011           |

### Čtvrtá řada (2011–2012)
| Č. v seriálu | Č. v řadě | Původní název               | Český název                  | Režie             | Scénář                      | Premiéra v USA (Syfy) | Premiéra v ČR (AXN Sci-Fi) |
| ------------ | --------- | --------------------------- | ---------------------------- | ----------------- | --------------------------- | --------------------- | -------------------------- |
| 47           | 1         | Tempus                      | Čas                          | Martin Wood       | Damian Kindler              | 7. října 2011         | 10. dubna 2012             |
| 48           | 2         | Uprising                    | Vzpoura                      | Amanda Tapping    | James Thorpe                | 14. října 2011        | 12. dubna 2012             |
| 49           | 3         | Untouchable                 | Nedotknutelný                | Steven A. Adelson | Gillian Horvath             | 21. října 2011        | 17. dubna 2012             |
| 50           | 4         | Monsoon                     | Monzun                       | Martin Wood       | Damian Kindler              | 28. října 2011        | 19. dubna 2012             |
| 51           | 5         | Resistance                  | Odpor                        | Lee Wilson        | Alan McCullough             | 4. listopadu 2011     | 24. dubna 2012             |
| 52           | 6         | Homecoming                  | Návrat domů                  | Robin Dunne       | Damian Kindler James Thorpe | 11. listopadu 2011    | 26. dubna 2012             |
| 53           | 7         | Icebreaker                  | Ledoborec                    | Martin Wood       | Martin Wood                 | 18. listopadu 2011    | 1. května 2012             |
| 54           | 8         | Fugue                       | Zapomeň na hudbu             | Damian Kindler    | Damian Kindler              | 25. listopadu 2011    | 3. května 2012             |
| 55           | 9         | Chimera                     | Chiméra                      | Martin Wood       | James Thorpe                | 29. listopadu 2011    | 8. května 2012             |
| 56           | 10        | Acolyte                     | Pomocník                     | Lee Wilson        | Alan McCullough             | 9. prosince 2011      | 10. května 2012            |
| 57           | 11        | The Depths                  | Hlubiny                      | Martin Wood       | Gillian Horvath             | 16. prosince 2011     | 15. května 2012            |
| 58           | 12        | Sanctuary for None (Part 1) | Svatyně pro nikoho (1. část) | Damian Kindler    | James Thorpe                | 23. prosince 2011     | 17. května 2012            |
| 59           | 13        | Sanctuary for None (Part 2) | Svatyně pro nikoho (2. část) | Damian Kindler    | Damian Kindler              | 30. prosince 2011     | 22. května 2012            |